# 漫威神威戰隊
《漫威神威戰隊》是一款由FoxNext在iOS和Android平台上所推出的5對5回合制角色扮演游戏。遊戲發佈的時間是2018年3月28日，並且設定與漫威電影宇宙有所關聯。

## 故事背景
克里星的軍閥終魔將漫威多元宇宙中的英雄和反派都洗腦為自己的部下，為了要征服全世界。神盾局旗下的跨次元關鍵事件特殊戰略預備部門（英语：S.T.R.I.K.E.，簡稱S.T.R.I.K.E.），徵招了不同的漫威英雄和反派組成反應小隊，對抗這些被洗腦的英雄與反派，以阻止終魔的野心。
此外，遊戲也根據漫威電影宇宙或其他相關的影視作品，增添新的角色與劇情。

## 遊戲模式

### 戰役模式

#### 主線劇情戰役
可以使用戰役能量進行個關卡的戰鬥，能獲得資源(金錢、物品、角色與裝備碎片)。目前分為五個章節，包括: 「英雄集結」(只能使用英雄角色)、「反派聯合」(只能使用反派角色)、「中樞」(能使用所有角色)、「宇宙衝突」(能使用所有宇宙角色)、「神秘力量崛起」(能使用所有神秘角色)。

#### 傳說戰役
傳說戰役目前總共有九場，輪流限時發生。要取得傳說戰役的傳說角色，需要有指定角色種類五名，並且大部分都要有五顆黃星以上獲勝，才能取得傳說角色。包括：鋼鐵人、星爵、尼克·福瑞、萬磁王、舒莉、鳳凰、隱形女、黑蝠王、烏木喉。

#### 特殊事件戰役
特殊事件戰役都是期間限定，在此類戰役中除了補強原本主線劇情外，主要是能取得新角色的碎片。

#### 快閃活動戰役
定期資源戰役目前有四種，從2020年5月開始，每個月大部分的週五會發生一次(之前是不定期開設)。包括：

第一週：混屯理論（可獲得紅星）前四個任務需要四個瓦干達角色
第二週：蒐羅古物（可獲得觸媒）需要手合會角色
第三週：發薪日（可獲得金錢）需要傭兵角色
第四週：街頭派對（可獲得能力素材）需要城市角色（隔月發生）

## 更新紀錄
| 版本          | 內容 | 日期           | 備註                                                                  |
| ------------- | --- | -------------- | --------------------------------------------------------------------- |
| 4.0.0點選更多 | 新增角色模仿大師、黑曜獵手和烏木喉；招喚的嘍囉、傭兵（齊爾蒙格、靶眼等）強化；模仿大師戰役「大師開課」；討伐戰難度選擇器；即時對戰pvp功能。                                                                             | 2020年5月5日   | 電影「復仇者聯盟：終局之戰」一週年 配合電影：「黑寡婦」電影原上映時間 |
| 3.10.0        | 新增角色暗夜比鄰星和掠鴉凶刃；薩諾斯角色能力更新（無限手套）；暗夜比鄰星戰役「闇黑號令登場」；可以選擇進階選項:低顯示戰鬥畫面、角色選擇縱向畫面、一次開啟多個寶珠、閃電戰選單可直接循環選擇小隊、討伐戰鑰匙時間可調整。 | 2020年3月31日  | 遊戲上架二週年                                                        |
| 3.9.0         | 新增角色大塊頭、蟾蜍人、鋼鐵心和紅骷髏；九頭蛇嘍囉等角色能力更新；蟾蜍人戰役「烏龍拍檔」；新增聯絡人功能；討伐戰難度選擇器；錯誤更新。                                                                                  | 2020年2月20日  |                                                                       |
| 3.8.0         | 新增角色卡奈克、水晶、獨眼龍和蜘蛛人（共生體）；猛毒、血蜘蛛、艾麗卡能力增新；水晶活動戰役「皇家事務」；新增「共生體」特性；錯誤更新。                                                                                  | 2020年2月1日   |                                                                       |
| 3.7.0         | 新增角色海姆達爾、希芙、黑蝠王和悠悠；活動碎片提示；對抗戰加成變更；「全部裝備」按鈕；商店標籤更新；錯誤更新。 | 2019年12月3日  |                                                                       |
| 3.6.0         | 新增角色惡靈戰警、艾莎·布萊德史東、海拉、史崔夫和驚惡先生；艾莎·布萊德史東活動戰役；萬聖節活動；「全部裝備」按鈕；商店標籤更新；錯誤更新。                                                                              | 2019年10月16日 |                                                                       |
| 3.5.0         | 新增角色重力子、菲爾·考森和隱形女；閃電戰對手類型更新；指揮官等級上限提升至Lv.75；最多可記憶20個小隊槽位；錯誤更新。 | 2019年9月18日  | 配合影集：神盾局特工第六季                                            |
| 3.4.0         | 新增加角色驚奇先生、石頭人、霹靂火、納摩。 | 2019年8月      |                                                                       |
| 3.3.0         | 新增加角色犀牛人、震動人、禿鷹、神秘客。 | 2019年6月      | 配合電影：蜘蛛人：離家日                                              |
| 3.2.0         | 新增加角色靈蝶、鋼人、亞美莉嘉·莎薇斯、鳳凰。 | 2019年5月      | 配合電影：X戰警：黑鳳凰                                               |
| 3.1.0         | 新增角色獵鷹、救援者。 | 2019年4月      | 配合電影：復仇者聯盟：終局之戰                                        |
| 3.0.0         | 新增加角色奧科耶、恩巴庫；聯盟對抗戰上線。 | 2019年3月      | 配合電影：復仇者聯盟：終局之戰                                        |
| 2.4.0         | 新增加角色驚奇隊長、米·勒娃；克里星嘍囉等角色更新。 | 2019年2月      | 配合電影：驚奇隊長                                                    |
| 2.3.0         | 新增加角色戰爭機器、螳螂女、血蜘蛛。 | 2019年6月      | 配合電影：猛毒                                                        |
| 2.2.0         | 新增加角色蜘蛛人（邁爾斯）、綠惡魔。 | 2019年6月      | 配合電影：蜘蛛人：離家日                                              |
| 2.1.1         | 新增加角色紅坦克、火人、萬磁王；小隊儲存功能。 | 2018年         | 配合電影：死侍2                                                       |

## 外部連結
- 官方网站